# Frisilia heliapta
Frisilia heliapta is een vlinder uit de familie van de Lecithoceridae. De wetenschappelijke naam van de soort is voor het eerst geldig gepubliceerd in 1887 door Meyrick.